# Ойл-Крік Тауншип (округ Венанго, Пенсільванія)
Ойл-Крік Тауншип (англ. Oil Creek Township) — селище (англ. township) в США, в окрузі Венанго штату Пенсільванія. Населення — 753 особи (2020).

## Демографія
Згідно з переписом 2010 року, у селищі мешкали 854 особи в 343 домогосподарствах у складі 256 родин. Було 420 помешкань
Расовий склад населення:
| - 99,3 % — білих - 0,1 % — азіатів |

До двох чи більше рас належало 0,4 %. Частка іспаномовних становила 0,4 % від усіх жителів.
За віковим діапазоном населення розподілялося таким чином: 19,4 % — особи молодші 18 років, 61,9 % — особи у віці 18—64 років, 18,7 % — особи у віці 65 років та старші. Медіана віку мешканця становила 48,1 року. На 100 осіб жіночої статі у селищі припадало 104,8 чоловіків;  на 100 жінок у віці від 18 років та старших — 100,0 чоловіків також старших 18 років.
Середній дохід на одне домашнє господарство  становив 52 660 доларів США (медіана — 41 750), а середній дохід на одну сім'ю — 57 337 доларів (медіана — 47 250). За межею бідності перебувало 9,5 % осіб, у тому числі 13,9 % дітей у віці до 18 років та 6,4 % осіб у віці 65 років та старших.
Цивільне працевлаштоване населення становило 428 осіб. Основні галузі зайнятості: освіта, охорона здоров'я та соціальна допомога — 25,2 %, виробництво — 17,8 %, роздрібна торгівля — 15,4 %.